# Hailtingen
Hailtingen ist ein Ortsteil der Gemeinde Dürmentingen im Landkreis Biberach in Oberschwaben.

## Geographie

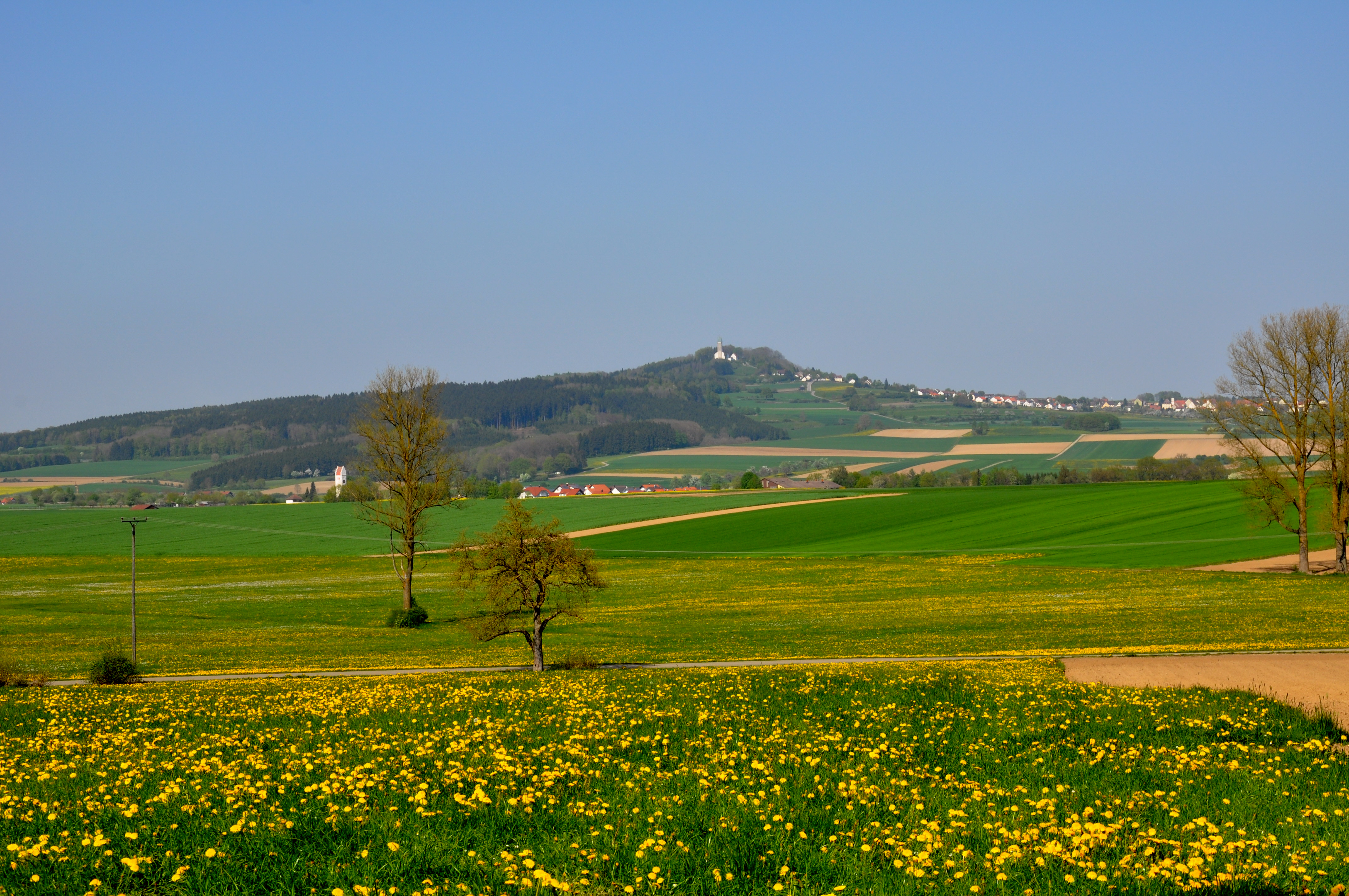
Blick auf den Bussen (2011)

Hailtingen befindet sich am Fuße des Bussens, an der von Riedlingen kommenden Bundesstraße 312. Durch Hailtingen fließt die Kanzach, ein rechter Nebenfluss der Donau.

## Geschichte
Auf den Fluren Lachenhau und Weiherspan befindet sich ein Hügelgräberfeld aus der Hallstattzeit. Eine erstmalige Erwähnung des Ortes erfolgte im Jahre 1275. Ein unbekanntes Adelsgeschlecht errichtete die abgegangene Burg Hailtingen. Das Haus Habsburg verpfändete 1396 seine Rechte über Hailtingen an die Truchsessen von Waldburg. 1786 wurde Hailtingen Bestandteil des Territoriums Thurn und Taxis und im Jahre 1806 in das Königreich Württemberg eingegliedert. Der Bestand einer Gemeinde Hailtingen ist ab dem Jahr 1518 nachweisbar. Seit dem Jahre 1359 wurde Hailtingen kirchlicherseits vom Kloster Reichenau inkorporiert und 1562 dem Domkapitel des Bischofs von Konstanz unterstellt. Burgturm und Kirchturm im 1971 verliehenen Wappen sollen an die noch heute klar zu unterscheidenden Siedlungen Burghailtingen und Kirchhailtingen erinnern.
Seit dem 1. Oktober 1974 ist Hailtingen ein Ortsteil von Dürmentingen.

## Bauwerke

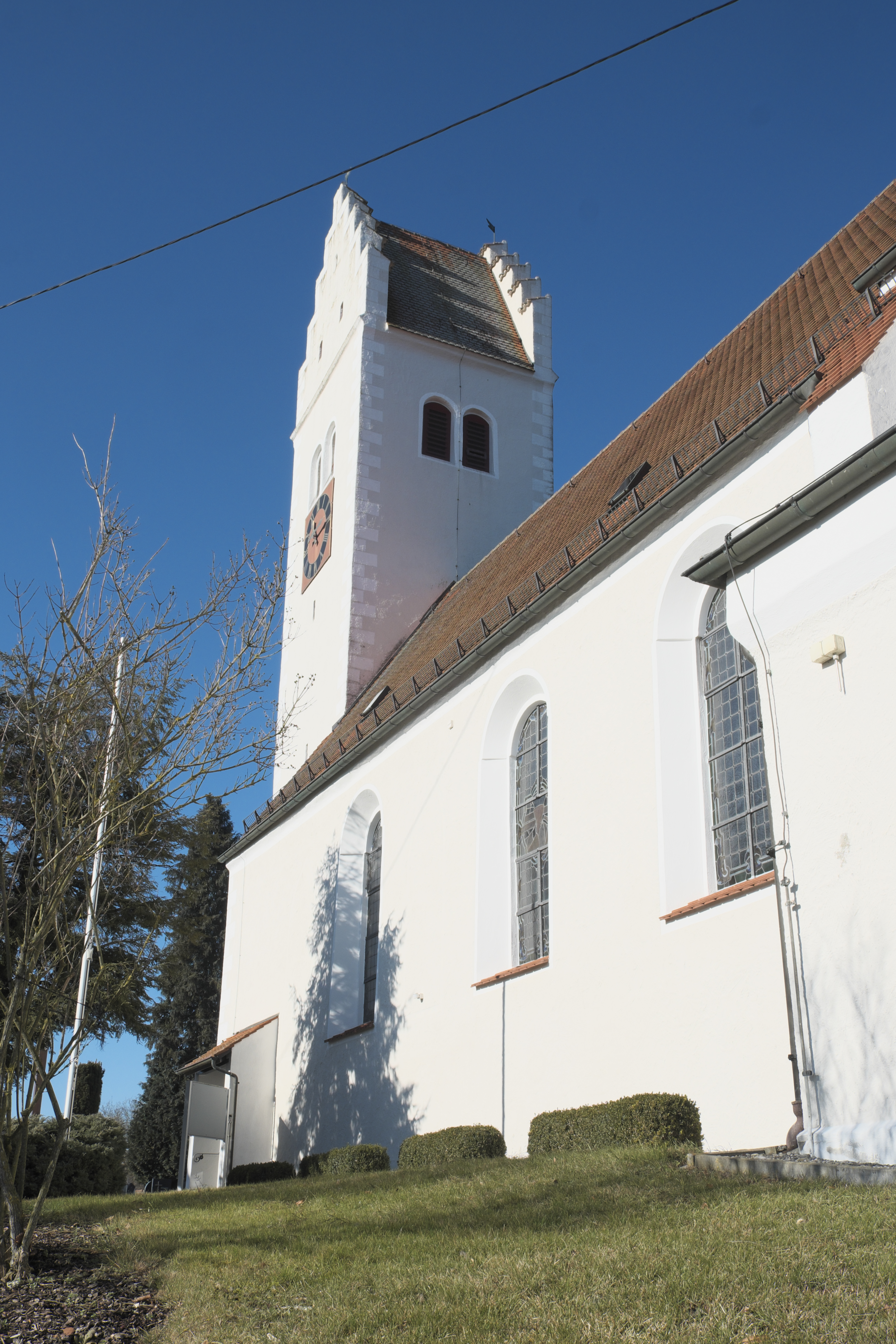
Pfarrkirche St. Georg

- Burg Hailtingen
- Pfarrkirche St. Georg

## Wappen
Das Wappen aus dem Jahr 1971 zeigt einen gespaltenen Schild. Vorne in Silber einen roten Burgturm, hinten in Rot einen silbernen Kirchturm. Die Farben sollen an das Kloster Reichenau und das Bistum Konstanz erinnern.